# Транилципромин
Транилципромин — лекарственное средство, необратимый неселективный ингибитор моноаминоксидазы (ИМАО). Продукт циклизации боковой цепи амфетамина, не является наркотическим средством и не может быть метаболизирован в амфетамин. Используется в качестве антидепрессанта.

## Основные эффекты
Необратимо ингибирует моноаминоксидазу (МАО), чем вызывает увеличение концентрации дофамина, норадреналина, серотонина и так называемых следовых аминов — фенилэтиламина, триптамина и др. в нервной системе.
Транилципромин отличается от других ИМАО наличием, помимо способности ингибировать МАО, амфетаминоподобного стимулирующего действия:193: в высоких дозах транилципромин вызывает высвобождение дофамина и норадреналина из пресинаптических окончаний. Ранее считалось, что этот препарат частично метаболизируется в амфетамин, однако это не было подтверждено. Некоторые пациенты становятся зависимыми от стимулирующего эффекта транилципромина. По сравнению с фенелзином этот препарат может чаще провоцировать гипертонические кризы, но меньше поражает печень. По данным причинам транилципромин следует назначать с большой осторожностью:193.

## Фармакокинетика
Период полувыведения транилципромина составляет порядка 2 ч.

## Взаимодействия
При приёме транилципромина (как и других необратимых ИМАО) следует исключить из рациона многие продукты и избегать применения ряда лекарственных средств, чтобы предотвратить развитие гипертонических кризов (см. тираминовый синдром). Необходимо избегать также некоторых лекарств, взаимодействие которых с ИМАО способно приводить к серотониновому синдрому.
Для предотвращения как тираминового, так и серотонинового синдрома следует выдерживать промежуток в несколько недель после окончания применения ИМАО перед началом приёма средств, взаимодействие с которыми потенциально опасно.

## Использование для репрограммирования
Транилципромин входит в состав ряда коктейлей для репрограммирования соматических клеток в плюрипотентные. Подобное репрограммирование примененное in vivo способно увеличивать среднюю продолжительность жизни в опытах на C. elegans.